# 5706-os mellékút (Magyarország)
Az 5706-os mellékút egy bő 8 kilométeres hosszúságú, négy számjegyű mellékút Baranya vármegye dél-délkeleti részén; Magyarbólytól húzódik Beremendig.

## Nyomvonala
Magyarbóly központjának déli részén ágazik ki az 5702-es útból, annak a 24+650-es kilométerszelvénye közelében. Délnyugat felé indul, s a település belterületén a Vasút utca nevet viseli; bő 600 méter után kiágazik belőle délkeleti irányban a Pécs–Mohács-vasútvonal Magyarbóly vasútállomását kiszolgáló 57 304-es számú mellékút, majd szinte azonnal keresztezi is a vasút vágányait. Kicsivel ezután maga mögött is hagyja a község utolsó házait, nem sokkal azután pedig ki is lép a területéről.
A 2+150-es kilométerszelvénye táján elhalad Magyarbóly, Villány és Beremend hármashatára mellett, de Villányt ennél jobban nem is érinti, a folytatásban már beremendi határok közt húzódik; közben több iránytörése is van. A hatodik kilométere közelében áthalad Püspökbóly településrész házai között, a hetedik kilométerétől pedig már Beremend belterületén húzódik, Hegyalja utca néven. Így is ér véget, a település központjában, beletorkollva az 5708-as útba, annak a 8+550-es kilométerszelvénye közelében.
Teljes hossza, az országos közutak térképes nyilvántartását szolgáló kira.gov.hu adatbázisa szerint 8,368 kilométer.

## Települések az út mentén
- Magyarbóly
- (Villány)
- Beremend